# Leland Grove
Leland Grove är en ort i Sangamon County i Illinois. Vid 2010 års folkräkning hade Leland Grove 1 503 invånare.